# Yuanshi, Shijiazhuang
Yuanshi, även romaniserat Yüanshih, är ett härad som lyder under Shijiazhuang i Hebei-provinsen i norra Kina. Det ligger omkring 290 kilometer sydväst om huvudstaden Peking.